# Los Altares
Los Altares is een plaats in het Argentijnse bestuurlijke gebied Paso de Indios in de provincie Chubut. De plaats telt 123 inwoners.